# Ristijevići
Ristijevići (cyr. Ристијевићи) – wieś w Bośni i Hercegowinie, w Republice Serbskiej, w gminie Milići. W 2013 roku liczyła 46 mieszkańców.